# Zhu Que
Zhu Que (chiń 朱雀, pinyin: Zhū Què, jap. Suzaku, dosł. "szkarłatny ptak") lub Zhuniao (朱鳥) – postać z mitologii chińskiej, ptak drapieżny koloru czerwonego, jeden z czterech Strażników Nieba. W późniejszych czasach utożsamiany z bażantem i feniksem. Symbolizował południe, cesarzową, lato, ogień, suszę i żeński pierwiastek yin.